# Landkreis Bergstraße
Kreis Bergstraße er et Gebietskörperschaft i den sydlige del af den tyske delstat Hessen. Nabokreise er Kreis Groß-Gerau, Odenwaldkreis,
Landkreis Darmstadt-Dieburg, Rhein-Neckar-Kreis, den kreisfrie by Mannheim, Rhein-Pfalz-Kreis, byen Worms. Kreis Bergstraße hører til Metropolregion Rhein-Neckar.
Kreisen blev oprettet 1938, da de to tidligere kreise Bensheim og Heppenheim blev sammenlagt.

## Geografi
Området ligger i Odenwaldbjergene med det 517 m høje Melibokus som højeste punkt og har navn efter Bergstraße, som er en turistrute mellem Darmstadt og Wiesloch. Den nordlige del af denne rute går gennem området.

## Byer og kommuner
Kreisen havde 269694 indbyggere pr. 2018-12-31

Byer
1. Bensheim (40456)
2. Bürstadt (16398)
3. Heppenheim (26023)
4. Hirschhorn (Neckar) (3460)
5. Lampertheim (32537)
6. Lindenfels (5124)
7. Lorsch (13643)
8. Neckarsteinach (3915)
9. Viernheim (34175)
10. Zwingenberg (7171)

Kommuner
1. Abtsteinach (adm: Ober-Abtsteinach) (2444)
2. Biblis (9073)
3. Birkenau (9857)
4. Einhausen (6393)
5. Fürth (10522)
6. Gorxheimertal (adm: Unter-Flockenbach) (4087)
7. Grasellenbach (adm: Hammelbach) (4130)
8. Groß-Rohrheim (3714)
9. Lautertal (Odenwald) (adm: Reichenbach) (7196)
10. Mörlenbach (10082)
11. Rimbach (8656)
12. Wald-Michelbach (10638)